# Desmanthodium
Desmanthodium je rod glavočika smješten u vlastiti podtribus Desmanthodiinae, dio je tribusa Millerieae.
Sastoji se od 8 vrsta rasprostranjenih od Meksika do Venezuele.

## Vrste
1. Desmanthodium blepharopodum S.F.Blake
2. Desmanthodium fruticosum Greenm.
3. Desmanthodium guatemalense Hemsl.
4. Desmanthodium hintoniorum B.L.Turner
5. Desmanthodium lanceolatum Greenm.
6. Desmanthodium ovatum Benth.
7. Desmanthodium perfoliatum Benth.
8. Desmanthodium tomentosum Brandegee

## Sinonimi
Nema.